# Marguerite Varenne
Marguerite Varenne, née Marguerite Migeot le 20 juillet 1904 à Clermont-Ferrand où elle est morte le 17 mars 2001, est une dirigeante de presse française.
Elle épouse l'homme politique Alexandre Varenne le 14 novembre 1932. À la mort de son époux en 1947, elle reçoit la présidence du journal La Montagne, fondé par le défunt en 1919. Sous son impulsion est créée le Groupe Centre France et la Fondation Varenne. Elle quitte la présidence de Centre France-La Montagne en 1996.